# متحف الكتب المصغرة
متحف الكتب المصغرة في باكو (بالأذرية: Miniatür Kitab Muzeyi) - هو المتحف الوحيد من نوعه في العالم، والذي يقع في الجزء القديم من باكو، عاصمة أذربيجان والتي يطلقون عليها المدينة الداخلية. والذي قد بدأت نشاطه في 2 أبريل 2002.

## مؤسسها
بداء فعليته في 2 أبريل، عام 2002. لقد تأسس المعرض وتم جمع المعروضات عن طريق ظريفة سالاهوفا أخت الفنان الروسي في روسيا الإتحادية والسكرتير الأول لإتحاد فناني الاتحاد السوفيتي الس30ق، خلال 30 عاما.

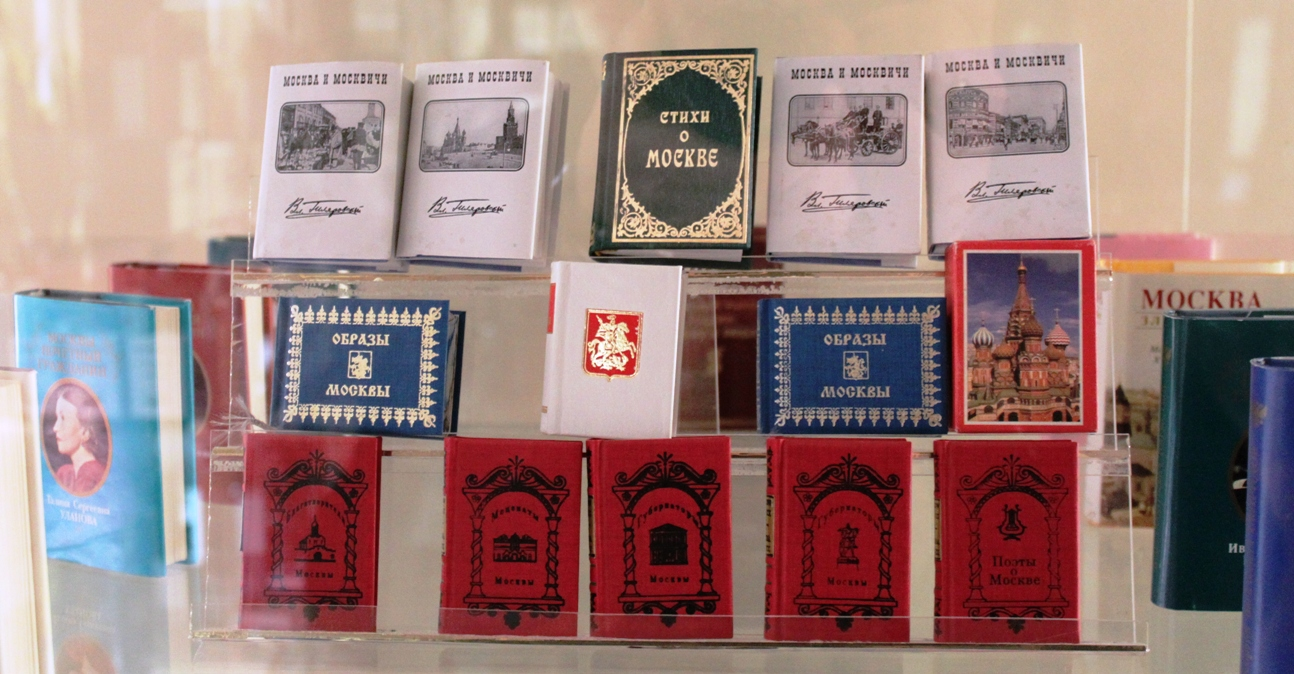

## خصائصه
تضم مجموعته الشخصية أكثر من 6500 كتاب من 64 دولة مختلفة. وكان الهدف من إنشاءه هو تعزيز وتشجيع معرفة القراءة والكتابة في مرحلة الطفولة.
وتشمل المجموعة كتب مصغرة تم نشرها ما بعد الثورة الروسية والأتحاد السوفيتي الأسبق، وهناك كتب في المعرض من عدة دول بما في ذلك مولدافيا، جورجيا، أوكرانيا، روسيا البيضاء ومن جمهوريات آسيا الوسطى وأوروبا.
كذلك يمكن أن ترى في المتحف العديد من الطبعات النادرة والخاصة بتشيكوفيسكي، بارتو، غوغول، دوستويفسكي، وأعمال أليكساندر بوشكين، هذا بالإضافة للكتب المصغرة من الكلاسيكية الأذربيجانية الشهيرة، مثل واقف خورشيد بانو، ناتافان، نظامي كنجوي، نسيمي، فضولي، صامد فورجون، ميرزا فتالي أخوندوف وغيرها في المتحف.
وتشمل المنمنمات البارزة الأخرى في هذه المجموعة نسخة القرن 17 من القرآن الكريم، وكتاب من القرن 13 التي نشرتها بيتر شوفر تلميذ يوهانس غوتنبرغ، وأصغر الكتب الثلاثة في العالم قياس 2X2 مم والتي لا يمكن إلا أن تقرأ إلا مع استخدام عدسة مكبرة.

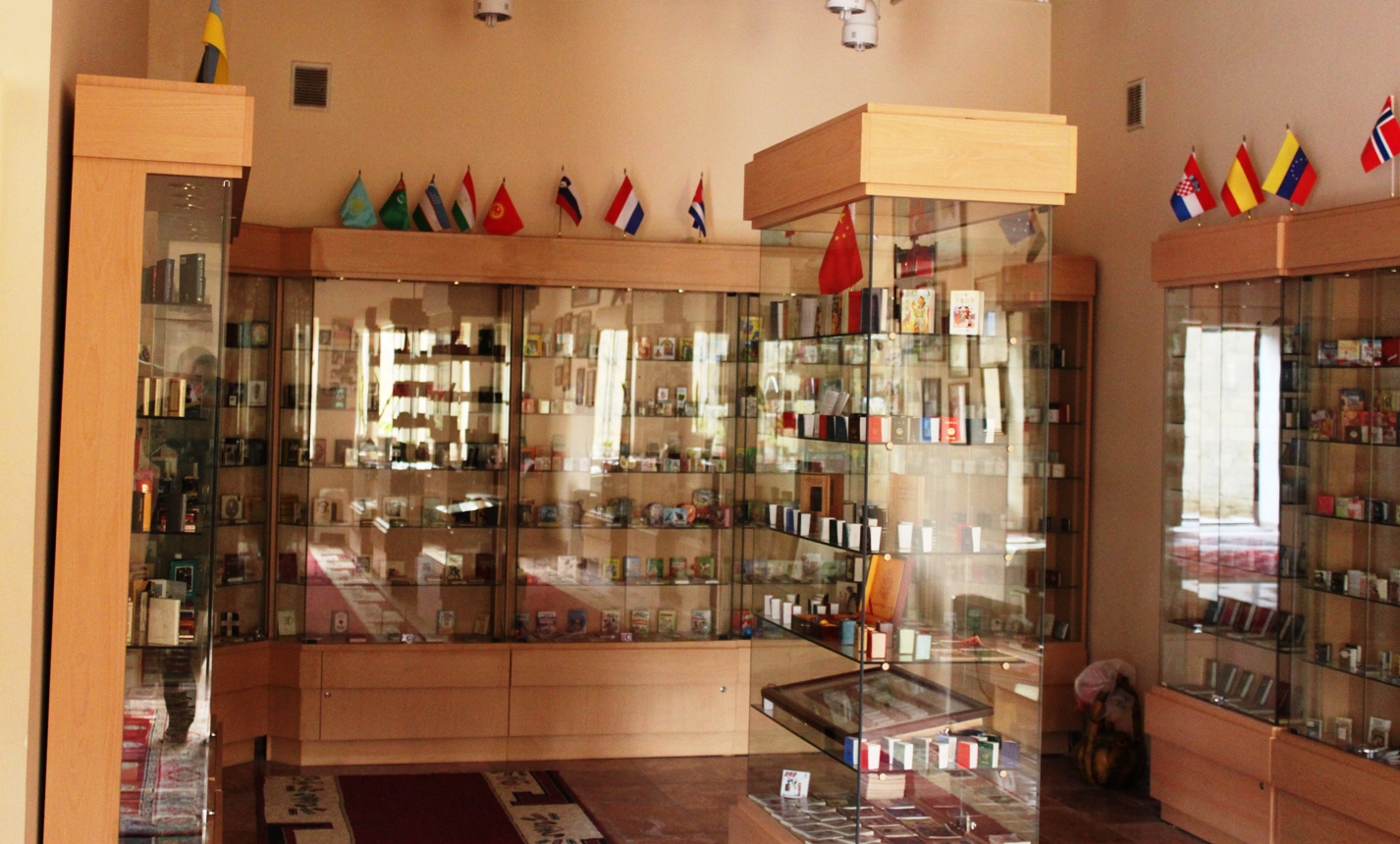

## فروعها
إفتتح فرعها في نخجيوان في مكتبة آسمه محمد سعيد أوردوبادي، في 18 ديسمبر، عام 2014.
في البداية، تضم مجموعاته من 1000 الكتب من باكو، ومن 83 كتب مصغرة، مخصص لمجموعاته واسف طاليبوف، رئيس المجلس الأعلى لجمهورية نخجوان ذاتية الحكم.
إفتتح فرعها متحف الكتب المصغرة في كنجه، في 21 مايو، عام 2016.
```
تتعرض هناك 1045 نسخة من الكتب المصغرة المطبوعة الذي طبع على مستوى عالية والذي نشر في 29 الدول في 15 معرضا.
من الممكن ان ترى على على المعروضات الكتب من اللغات 
الروسية
 
والتركية
 
وإنجليزية
 
والألمانية
 
والعربية
 
والجورجية
 وغيرها.
```

بداء فعليته فرع شكي لمتحف الكتب المصغرة، عام 2017. وتتعرض هناك 620 نسخة من الكتب المصغرة الذي نشر في 26 الدول في 6 معرضا.

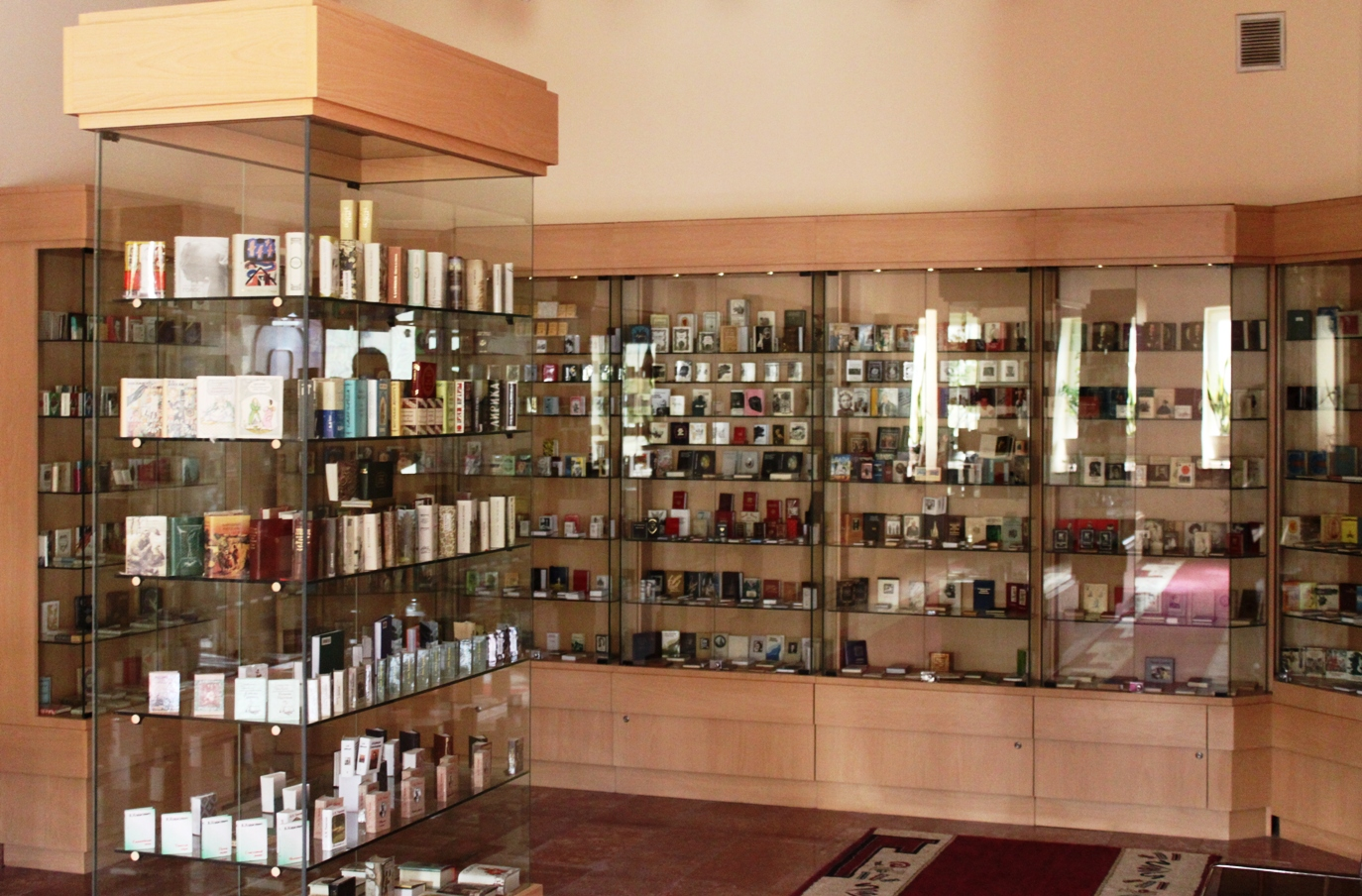